# Kostanjevica na Krki
Kostanjevica na Krki là một khu tự quản (tiếng Slovenia: občine, số ít – občina) trong vùng Spodnjeposavska của Slovenia. Kostanjevica na Krki có diện tích 58.3 km2, dân số là theo điều tra ngày 31 tháng 3 năm 2002 là 2419 người. Thủ phủ khu tự quản Kostanjevica na Krki đóng tại Kostanjevica na Krki.